# Drajna
Drajna est une commune roumaine du județ de Prahova, dans la région historique de Valachie et dans la région de développement du Sud.

## Géographie
La commune de Drajna est située dans le nord-est du județ, sur la rive gauche de la Teleajen, dans les collines subcarpatiques (Carpates courbes), à 6 km au nord de Vălenii de Munte et à 40 km au nord de Ploiești, le chef-lieu du județ.
La municipalité est composée des onze villages suivants (population en 1992) :
- Cătunu (423) ;
- Ciocrac (58) ;
- Drajna de Jos (2 610) ;
- Drajna de Sus (1 191), siège de la municipalité ;
- Făget (329) ;
- Ogretin (1 002) ;
- Piatra ;
- Pițigoi ;
- Plai ;
- Podurile ;
- Poiana Mierlei (139).

## Histoire
Les ruines d'une forteresse gète (dace) ont été découvertes à Drajna de Sus. Ce site correspondrait à celui de Dromidava, cité par Ptolémée dans sa Géographie.

## Politique
| Parti | Parti                        | Sièges |
| ----- | ---------------------------- | ------ |
|       | Parti national libéral (PNL) | 12     |
|       | Parti social-démocrate (PSD) | 3      |

## Religions
En 2002, la composition religieuse de la commune était la suivante :
- Chrétiens orthodoxes, 98,38 % ;
- Adventistes du septième jour, 1,04 % ;
- Baptistes, 0,39 %.

## Démographie
En 2002, la commune comptait 5 744 Roumains (99,70 %) et 17 Tsiganes (0,30 %).
| 2002  | 2007  |
| ----- | ----- |
| 5 761 | 5 686 |

## Économie
L'économie de la commune repose sur l'agriculture, l'élevage, la transformation du bois (scieries, fabriques de meubles).

## Communications

### Routes
La route régionale DJ102B relie le village à Vălenii de Munte au sud et au județ de Buzău au nord-est. La route régionale DJ230 rejoint le nord, la commune de Cerașu et les Monts Siriu. La DJ100N, quant à elle, permet d'atteindre Teișani à l'ouest.

## Lieux et monuments
- Ruines de l'église des Sts Dimitri et Parascève de 1817.
- Moulin du XIXe siècle.
- Manoir Filipescu Kretzulescu du XVIIe siècle, restructuré en 1912, aujourd'hui sanatorium.